# Halothiobacillus
Halothiobacillus és un gènere de proteobacteris. Els membres d'aquest gènere estaven en Thiobacillus, i després van ser reclasificados en 2000, com de l'ordre de les sulfobacteris Chromatiales.